# 物質同定の原理
物質同定の原理（ぶっしつどうていのげんり　独: das Stoffgesetz、das Eigenschaftsgesetz）とは、2個の物体がその2、3の性質が全く一致した場合は、それ以外の全ての性質も一致し、2個の物体は同一であるという原理である。性質の定律（せいしつのていりつ）とも言う。

## 概要
この法則はオストワルドが1889年（明治22年）に書いた『一般化学概論』に出ており、オストワルドが言い出したと考えられる。オストワルドは「1物質の性質は実に無数であって、2物体の性質全体の性質が果たして一致するかどうかは容易に説明することはできない。しかし、私たちは知らず知らずのうちに得た、応用広い演繹の結果、そのような証明は不要である。なぜかといえば、我々は2個の物体の性質のうち2，3が一致すれば、他の全ての性質も一致することを知っているからである。」と述べている。オストワルドはこの法則に特に名称はつけなかったが、この法則は科学上の最も基礎的な法則の一つであるにもかかわらず、科学教育においてほとんど忘れられていた。科学史家の板倉聖宣は、この法則を「物質同定の原理」と呼ぶことを提案し、科学教育で復活させる必要性を説いた。

## 化学教育のための再評価
板倉聖宣はこの法則の存在を、帰山信順の、中等化学教科書で「性質の定律」呼ばれていたことで知った。
この法則は「物質律」や「性質律」とも訳されていたし、オストワルドは日本の化学教育に圧倒的に強い影響を与えたが、この「性質の定律」は日本の化学教育にはほとんど影響を示さなかった。板倉聖宣は調査結果から「大学生でも物質の基礎的な概念ができていない」ことを指摘して、「これを〈物質同定の原理〉と名付けて復活させたいと考えています」と述べている。
三井澄雄は板倉の提案を受けて、この法則を「物質同定の原理」として初等・中等化学教育の中で復活させることを提案した。三井は学校教育の中でこの法則を取り上げるべきだと主張した。
三井澄雄は「現在、初等・中等化学教育の中で〈性質の定律〉は忘れられた法則である」として、「性質の定律は化学者には常識でも、子どもたちには常識ではない。子どもたちは物質が同一かを決めるには、全ての性質を比べなければならないと考えていて、化学者のように2，3の性質を比べれば良いとは考えない。従って物質を扱う化学、とりわけその初等・中等教育の段階で〈性質の定律〉を学習する意義は大きい」としている。
三井澄雄は「性質の定律」ではその内容を十分表していないことと、証明の必要のない「原理」とした方が良いと考え、板倉聖宣と同様に「物質同定の原理」として学習させたいと主張した。

## 歴史
日本で出版された化学の本の中で最初に「性質の定律」が出てくるのは、1899年（明治32年）の『（再版）オストワルド氏分析化学原理』（亀高徳平 訳）で、「すなわち一物質の性質は実に無数なるを以て、二物体の総ての性質が果たして全然相一致するいなやは容易に証明することあたわざれども、吾人は知らず識らずの間に得たる応用きわめて広き演繹の結果としてこのごとき証明は不必要となります。何となれば吾人は二個の物体にしてその二三の性質を全く相同じうするときは他の総ての性質もまた相一致すべきことを知ればなり」とされていて法則名はつけられていない。
オストワルドの本の翻訳で最初にこの法則の名前が出てくるのは1904年（明治37年）の『（近世）無機化学』（池田菊苗 訳補）のようである。そこでは「性質律」（das Eigenschaftsgesetz）とされている。
日本人の書いた本で最初に「性質の定律」が出てくるのは1901年（明治34年）の『無機化学（帝国百科全書65）』（真島利行 著）である。
日本の中等化学教科書で初めて「性質の定律」が出てくるのは1904年（明治37年）の『（新撰）近世化学教科書』（久保田督・平松晃 共著）である。1906年（明治39年）発行の『化学教科書』（池田菊苗・帰山信順）は積極的に「性質の定律」を生かした教科書だった。
しかし、教授要目に入らなかったこともあり、昭和初期までの教科書には「性質の定律」は出てこなくなり、忘れられた法則となった。わずかに中等学校用の参考書や高等専門学校用の教科書や参考書に残るだけとなった。
戦後は1958年の『化学概論』（清水恒 著）に法則の名前なしに内容が出ている。